# Wellington Nascimento Carvalho
Wellington Nascimento Carvalho (Caçapava, 21 novembre 1992) è un calciatore brasiliano, centrocampista del Chaves.

## Caratteristiche tecniche
È un'ala destra.

## Carriera

### Club
Ha esordito fra i professionisti il 23 settembre 2012 con la maglia del Boavista in occasione del match di Segunda Divisão pareggiato 1-1 contro il Vizela.